# ایلیا کابلوکوف
ایلیا کابلوکوف (روسی: Илья Андреевич Каблуков؛ زادهٔ ۱۸ ژانویهٔ ۱۹۸۸) بازیکن هاکی روی یخ اهل روسیه است.
وی همچنین برندهٔ جوایزی همچون نشان دوستی شده‌است.